# William Melville Martin

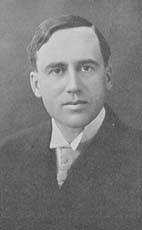
William Melville Martin

William Melville Martin (* 23. August 1876 in Norwich, Ontario; † 22. Juni 1970 in Regina, Saskatchewan) war ein kanadischer Politiker und Richter. Vom 20. Oktober 1916 bis zum 5. April 1922 war er Premierminister der Provinz Saskatchewan sowie Vorsitzender der Saskatchewan Liberal Party. Von 1908 bis 1916 saß er für die Liberale Partei Kanadas im Unterhaus, von 1941 bis 1961 präsidierte er das Appellationsgericht Saskatchewans.

## Studium und Bundespolitik
Martin wuchs im Huron County im Südwesten der Provinz Ontario auf. Ab 1894 studierte er klassische Altertumswissenschaft an der University of Toronto. 1898 schloss er mit Auszeichnung ab und begann ein Pädagogik-Studium in Hamilton. Zwei Jahre lang unterrichtete er im Wellington County und kehrte anschließend wieder nach Toronto zurück, wo er an der Osgoode Hall Law School Recht studierte. 1903 schloss er sich der Anwaltskanzlei seines Cousins James Balfour in Regina an. Zwei Jahre später heiratete er Florence Thompson, mit der er drei Söhne hatte.
Zur Unterhauswahl 1908 trat Martin als Kandidat der Liberalen Partei Kanadas an und gewann im Wahlkreis Regina. Er etablierte sich als Fürsprecher für die Interessen Westkanadas und setzte sich unter anderem für den Bau von Eisenbahnlinien, tiefere Frachttarife und die Gründung von Weizenbauerngenossenschaften ein. Bei der Unterhauswahl 1911 wurde er wiedergewählt.

## Premierminister
1916 sah sich die Provinzregierung Saskatchewans mit Korruptionsvorwürfen konfrontiert. Premierminister Thomas Walter Scott hatte gesundheitliche Probleme und trat am 16. Oktober zurück. Die regierende Saskatchewan Liberal Party konnte zunächst keinen geeigneten Nachfolger finden und wandte sich schließlich an den völlig unbelasteten Martin. Er entsprach der Bitte und übernahm am 20. Oktober die Regierungsverantwortung. Bei der Wahl zur Legislativversammlung von Saskatchewan im Juni 1917 konnten die Liberalen einen überwältigenden Wahlsieg feiern und gewannen 51 von 59 Sitzen. Martin selbst wurde im Wahlkreis Regina City gewählt.
Bewegungen wie die United Farmers und die Progressive Partei Kanadas profitierten von der latenten Unzufriedenheit in der ländlichen Bevölkerung und gefährdeten die führende Stellung der Liberalen. So konnten sie in Ontario und Manitoba Minderheitsregierungen bilden, in Alberta sogar eine Mehrheitsregierung. In Saskatchewan hingegen gelang es Martin, die agrarisch-populistischen Kreise einzubinden, indem er 1920 die Bindungen zur Liberalen Partei auf Bundesebene vollständig trennte und prominente Bauernvertreter wie Charles Avery Dunning in die Regierung holte. Bei der Wahl im Juni 1921 ergaben sich für die Saskatchewan Liberal Party nur geringe Verluste.
Als Martin jedoch vor der Unterhauswahl 1921 aktiv Wahlkampf für die Liberale Partei Kanadas betrieb, brachte er viele Vertreter der Progressiven Partei gegen sich auf. Der Bruch in der Provinzregierung führte schließlich zu Martins Rücktritt am 5. April 1922 und zu seinem Rückzug aus der Politik.

## Weitere Tätigkeiten
Kurz nach seinem Rücktritt wurde Martin zum Richter am Appellationsgericht der Provinz Saskatchewan ernannt. Sein Vorgesetzter war Frederick Haultain, ehemals Premierminister der Nordwest-Territorien. 1941 übernahm Martin selbst den Vorsitz des Appellationsgerichts und übte dieses Amt zwanzig Jahre lang aus, bis ins hohe Alter von 84 Jahren. Während des Zweiten Weltkriegs verwaltete er die Vermögen der feindlichen Ausländer in Kanada. 1949 leitete er eine Kommission, die mit der Revision des kanadischen Strafgesetzes betraut worden war.